# Superliga da Colômbia de Futebol de 2022
A Superliga da Colômbia de 2022 (oficialmente Superliga Betplay 2022, por questões contratuais de patrocínio) foi a décima primeira edição do torneio. Uma competição colombiana de futebol, organizada pela Divisão Maior do Futebol Colombiano (DIMAYOR) que reuniu as equipes campeãs dos Torneios Apertura e Finalización do Campeonato Colombiano do ano anterior. A competição foi decidida em dois jogos, disputados em 9 e 23 de fevereiro de 2022.
O Deportes Tolima corou-se campeão da Superliga pela primeira vez após vencer o Deportivo Cali por 2–1 no placar agregado dos dois jogos.

## Participantes
| Clube           | Cidade | Classificação                                                   | Participação |
| --------------- | ------ | --------------------------------------------------------------- | ------------ |
| Deportes Tolima | Ibagué | Campeão do Torneo Apertura do Campeonato Colombiano de 2021     | 2ª           |
| Deportivo Cali  | Cáli   | Campeão do Torneo Finalización do Campeonato Colombiano de 2021 | 3ª           |

## Regulamento
Os times participantes disputaram um "mata-mata" pelo título da Superliga de 2022 em partidas de ida e volta. Em caso de empate em pontos ao final dos dois jogos, a definição do campeão seria no saldo de gols, e caso fosse necessário, na disputa por pênaltis.

## Partidas
| 9 de fevereiro de 2022 | Deportivo Cali | 1 – 1  | Deportes Tolima | Palmira                                                    |  |
| 20:00                  | Robles 33'     | Súmula | Ibargüen 67' ·  | Estádio: Estádio Deportivo Cali Árbitro: Bismarks Santiago |  |

| 23 de fevereiro de 2022 | Deportes Tolima | 1 – 0 (2–1 agr.) | Deportivo Cali | Ibagué                                                        |  |
| 20:00                   | Rangel 54'      | Súmula           |                | Estádio: Estádio Manuel Murillo Toro Árbitro: John Hinestroza |  |

Dep. Tolima venceu por 2–1 no agregado.

## Premiação
| Superliga da Colômbia de 2022        |
| ------------------------------------ |
| Deportes Tolima Campeão (1.º título) |